# Memorial Pier Cesare Baretti
Memorial Pier Cesare Baretti (z wł. Turniej pamięci Pier Cesare Baretti) – międzynarodowy towarzyski klubowy turniej piłkarski rozgrywany regularnie latem od 1988 do 1994, na stadionach w Saint-Vincent, Aostie i Turynie (Włochy).
Turniej był kontynuacją Coppa delle Alpi, znany także jako Torneo di Saint Vincent (Turniej Saint Vincent) i organizowany na cześć włoskiego dziennikarza (Tuttosport) i dyrektora sportowego ACF Fiorentina Piera Cesare Baretti, który tragicznie zginął w katastrofie lotniczej 5 grudnia 1987 roku.
Początkowo w turnieju występowały cztery drużyny i rozgrywano dwa mecze półfinałowe oraz mecz o 3 miejsce i finał, ale w ostatnich latach cztery drużyny rozgrywały tylko po dwa mecze, a za zwycięzcę turnieju uznawano drużynę, która zdobyła najwięcej punktów i miała lepszy bilans bramek. W ostatniej edycji 1994 uczestniczyło tylko trzy drużyny, a mecze trwały po 45 minut. W przypadku remisu przeprowadzana była seria rzutów karnych. Zwycięzca pierwszego meczu grał w trzecim spotkaniu, przegrany w drugim. W turnieju zwyciężała drużyna, która zdobyła najwięcej punktów. W przypadku takiej samej ich liczby decydowała większa liczba zwycięstw w bezpośrednich spotkaniach.

## Finały
| Edycja | Rok  | Finał          | Finał        | Finał          | Trzecie miejsce     | Trzecie miejsce | Trzecie miejsce   |
| Edycja | Rok  | Zwycięzca      | Wynik        | Finalista      | 3 miejsce           | Wynik           | 4 miejsce         |
| ------ | ---- | -------------- | ------------ | -------------- | ------------------- | --------------- | ----------------- |
| I      | 1988 | UC Sampdoria   | 1:1 (k. 5:4) | ACF Fiorentina | AS Roma             | 1:1 (k. 5:4)    | Torino FC         |
| II     | 1989 | ACF Fiorentina | 0:0 (k. 5:3) | UC Sampdoria   | Stany Zjednoczone   | 4:3             | AS Roma           |
| III    | 1990 | Torino FC      | 2:1          | ACF Fiorentina | Crystal Palace F.C. | 1:1 (k. 5:4)    | UC Sampdoria      |
| IV     | 1991 | Genoa CFC      | turniej      | Czechosłowacja | S.S. Lazio          | turniej         | Jugosławia        |
| V      | 1992 | Juventus F.C.  | turniej      | ACF Fiorentina | Rosja               | turniej         | Stany Zjednoczone |
| VI     | 1993 | Juventus F.C.  | turniej      | Torino FC      | Southampton F.C.    | turniej         | Cagliari Calcio   |
| VII    | 1994 | S.S. Lazio     | turniej      | Everton F.C.   | Torino FC           | –               | –                 |

## Statystyki
| Lp.  | Klub           | Zdobywca | Finalista | Lata triumfów |
| ---- | -------------- | -------- | --------- | ------------- |
| 1.   | Juventus F.C.  | 2        | 0         | 1992, 1993    |
| 2.   | ACF Fiorentina | 1        | 3         | 1989          |
| 3-4. | UC Sampdoria   | 1        | 1         | 1988          |
|      | Torino FC      | 1        | 1         | 1990          |
| 5.   | S.S. Lazio     | 1        | 0         | 1994          |
| 6-7. | Czechosłowacja | 0        | 1         |               |
|      | Everton F.C.   | 0        | 1         |               |